# Veteranligan
Veteranligan är en västtysk kriminalkomedifilm från 1970 i regi av Wolfgang Staudte med manus av Horst Wendlandt.

## Handling
Brottslingen Bruno Stieger återvänder till Västberlin efter en tid i USA för att planera nya stötar tillsammans med sitt gäng. Den pensionerade domaren Herbert Zänker försökte under sin tjänstgöring flera gånger få fast Stieger, och med hjälp av ett antal jämngamla vänner och sin syster ser han nu en chans att lyckas.

## Rollista
- Martin Held - Herbert Zänker
- Walter Giller - Walter Knauer
- Heinz Erhardt - Heinrich Scheller
- Agnes Windeck - Elisabeth Zänker
- Hannelore Elsner - Susan
- Rudolf Platte - Pietsch
- Willy Reichert - Otto Sikorski
- Sabine Bethmann - Monika Knauer
- Rudolf Schündler - Willy Stademann
- Herbert Fux - Luigi Pinelli
- Siegfried Schürenberg - Berg
- Erich Fiedler - säkerhetsvakt
- Mario Adorf - Bruno 'Dandy' Stiegler